# 猶太 (羅馬行省)
猶太（希伯來語：／Yehûḏāh），或音譯作猶地亞、朱迪亞，是羅馬帝國東部的一個皇帝行省，傳統以來都是猶太人生活聚居的地方。第十海峽軍團為當地的羅馬駐軍。
据《圣经》记载，摩西带领以色列人出埃及之后，大约在公元前1000年，大卫占领了耶路撒冷，建立以色列王国。大卫王死后，其子所罗门即位。所罗门王死后，王国一分为二，北为以色列地，南为犹太山地。公元前722年，亚述人消灭了以色列。公元前586年，巴比伦人占领了犹太山地，将大批犹太人虏至巴比伦。公元前538年巴比伦被波斯消灭。之后波斯王居鲁士允许被虏的犹太人返回耶路撒冷。
公元前281年，亚历山大大帝部将所建立的塞琉古帝国统治了耶路撒冷，推行希腊文化。公元前168年至前143年，马卡比大起义爆發，犹太人建立了独立的哈斯蒙尼王朝。公元前63年，耶路撒冷被羅馬共和國的格奈烏斯·龐培占领，哈斯蒙尼王朝滅亡，设犹太人国王作为傀儡，即大希律王的希律王朝。

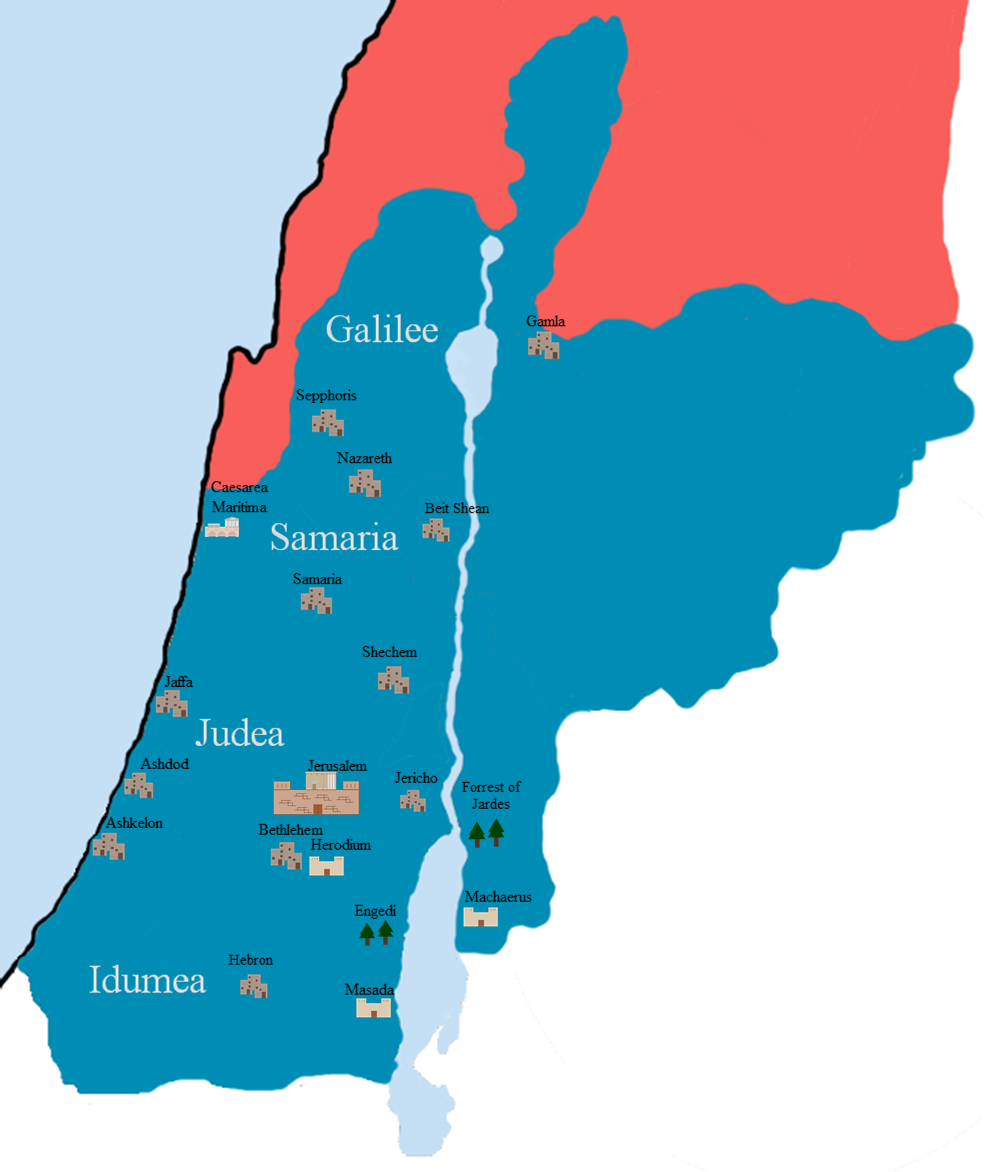
羅馬敘利亞行省（紅色）和大希律王治下的希律猶太王國（藍色），猶太行省的前身，耶穌也是在這個王國時期降生。

大希律王死後羅馬帝國將猶太地分為四個郡王統治，均為希律的後代：希律·安提帕斯、希律·阿基勞斯、希律·菲利普二世和希律的妹妹莎樂美一世。其中統治猶地亞核心地區的郡王希律·阿基勞斯被羅馬皇帝屋大維罷免，他的領地變為羅馬猶太行省，委任總督/長官管治，其餘三位郡王：希律安提帕斯、希律菲利普和莎樂美一世的領地仍受猶太行省管治，因此三位分封王的存在是象徵性。

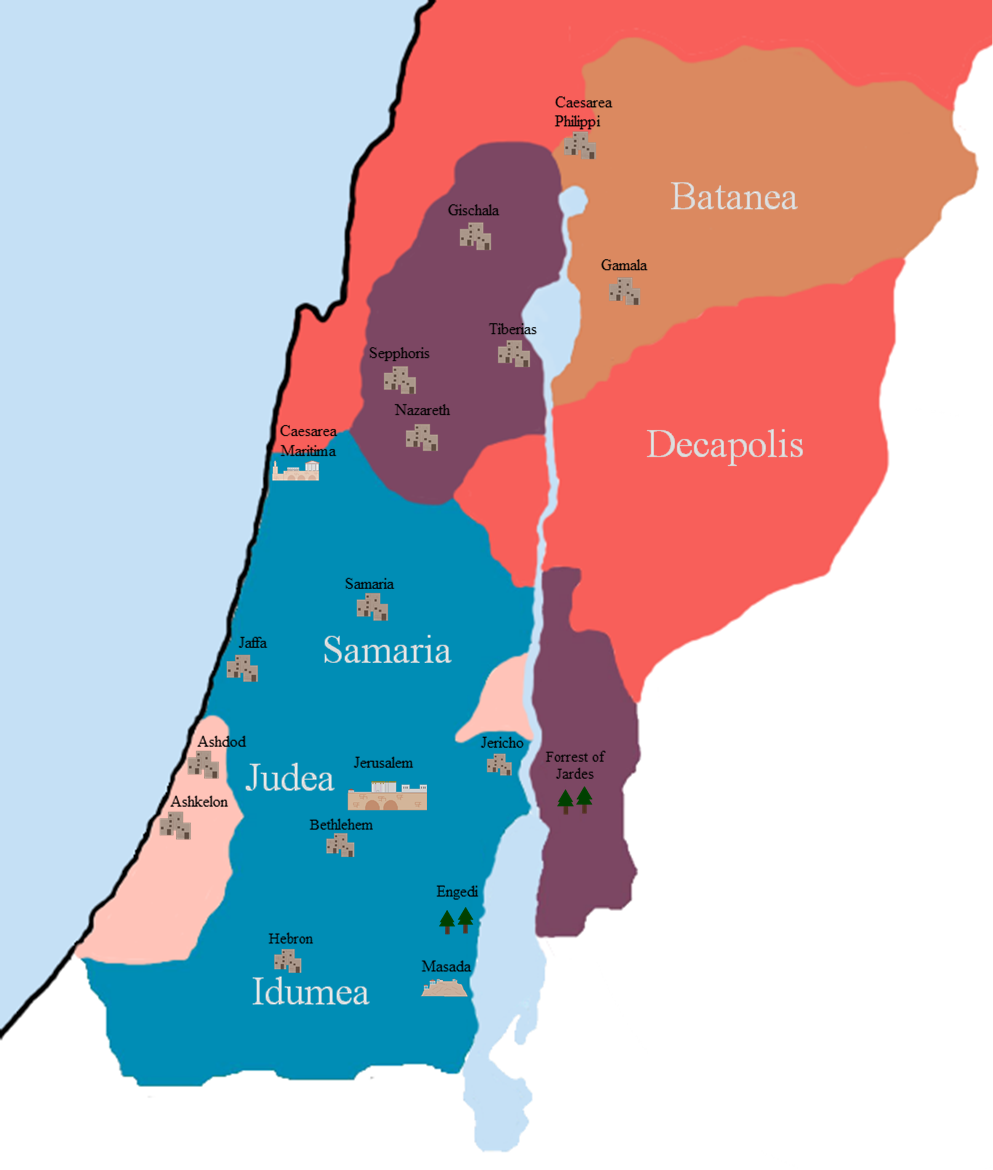
大希律王死後由羅馬帝國分封的各希律子女親屬的王領領地，稱「希律四王制」。其中藍色部分為羅馬猶太行省（由公元6年起），紫色為加利利和比利亞的分封王希律·安提帕斯的領地、粉紅色為亞夫內和阿什杜德分封女王莎樂美一世的領地、淺啡色為戈蘭提斯分封王希律·菲利普二世的領地。

公元前4年至公元前1年，耶穌於猶太希律王國（大希律王時期）首府耶路撒冷伯利恆出生，《聖經》新約開始，記載的事件背景多為猶太行省和三位分封王領地等地方。羅馬長官的地位及權力亦比由羅馬皇帝指派的猶太地其餘的三位分封王更高。公元33年，耶穌被時任羅馬長官彼拉多判釘十字架。

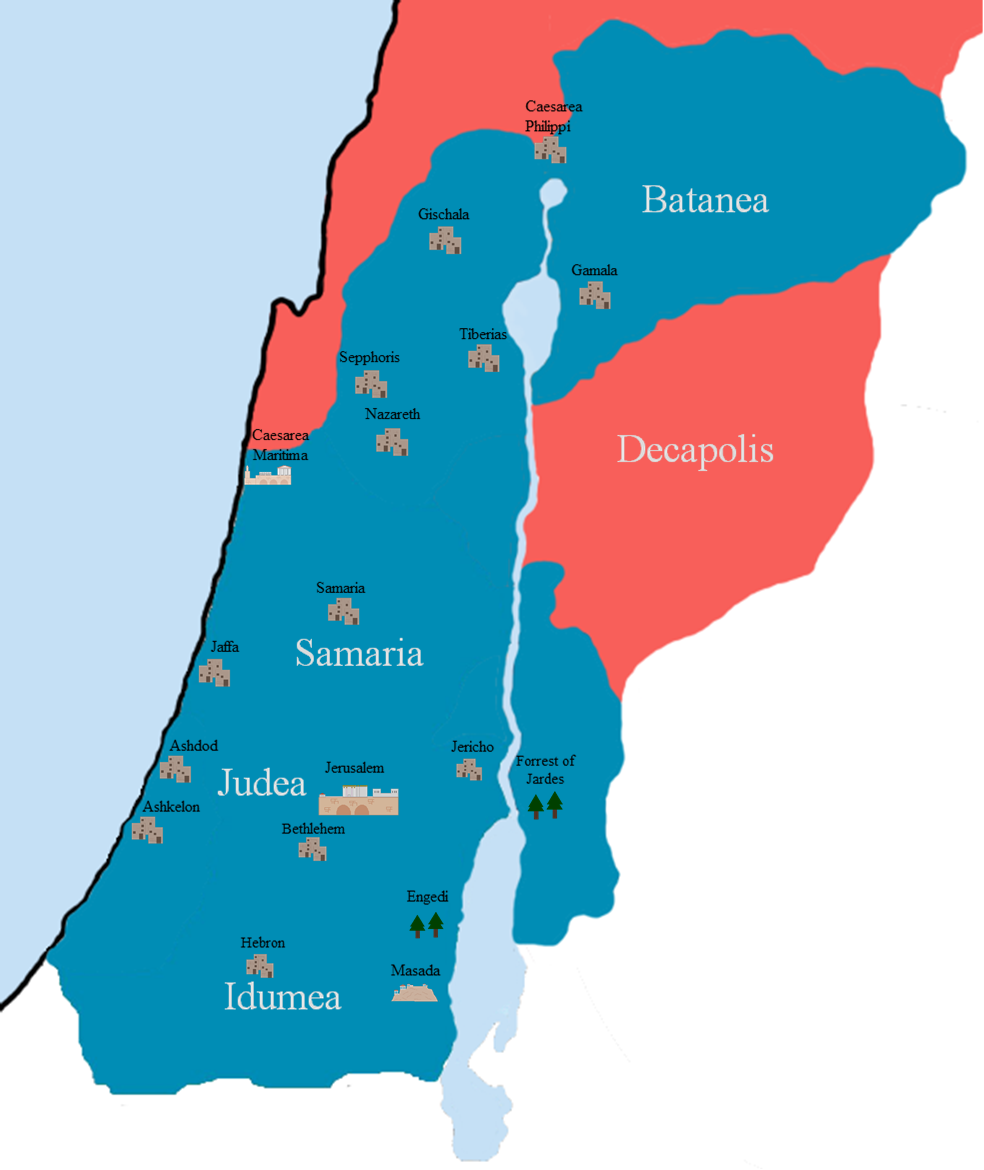
公元41年-44年希律亞基帕一世全盛時期的猶太王國，亞基帕在39年得到了叔叔安提帕斯的加利利封地。此時猶太行省被暫時取消。公元44年亞基帕一世死後，猶太行省重新建立。

公元39及41年，希律亞基帕一世重新獲得整個猶太地，繼大希律王後又一位王作為猶太人的王，直到他在44年死亡，由希律亞基帕二世繼位，但只擁有加利利和先前希律菲利普的封地，猶太行省仍然存在。公元66年和132年，為了反抗羅馬帝國統治，當地猶太人發起了猶太戰爭以及巴爾·科赫巴起義，但均遭到第十海峽軍團的镇压，亞基帕二世逃往羅馬城，希律王朝亦在此時終結。公元135年，罗马当局拆除耶路撒冷圣殿，并把所有犹太人驱逐出犹太行省，同時将該地重新命名為「巴勒斯坦」（Palestine），改置敘利亞巴勒斯坦行省。